# SOR C 12
SOR C 12 je model českého příměstského standardního autobusu, který byl vyráběn společností SOR Libchavy mezi lety 2003 a 2022.

## Konstrukce
Model SOR C 12 je dvounápravový s dvoudveřovou karoserií. Zadní náprava je hnací, motor a převodovka se nachází pod podlahou v zadní části vozu. Karoserie vozu je svařena z ocelových profilů, zvenku je oplechovaná, zevnitř obložená plastovými deskami. Podlaha se nachází ve výšce 800 mm nad vozovkou. Přední náprava je značky SOR, zadní tuhá náprava je značky DANA.

## Výroba a provoz
Vzhledem k velké nabídce příměstských autobusů délky 12 m většina dopravců vybírala tehdy osvědčenější autobusy od Karosy, tehdy modely Karosa C 934 a Karosa C 954. Autobusy SOR C 12 se proto uchytily především u dopravců, kteří již před jeho uvedením na trh provozovali vozy z dřívější produkce SORu. Mezi tyto dopravce patří například OAD Kolín, skupina Veolia Transport či Transdev Morava.
Přelomovější byl odvozený, částečně nízkopodlažní model SOR CN 12, který neměl v době svého uvedení na trh v České republice konkurenta.